# Димитрие Бадралекси
Димитрие или Деметру Бадралекси (на румънски: Dimitrie, Demetru Badralexi) е арумънски просветен деец, активист на румънската пропаганда в Берско.

## Биография
Бадралекси е роден в арумънско (влашко) семейство в македонския град Бер, тогава в Османската империя, днес в Гърция. Завършва Румънския лицей в Битоля в 1902 г. Създава румънско училище в Бер, в което преподава. Става студент в Букурещ. Пише в „Лиличя Пиндулуи“. Умира в 1926 година.